# Operação Caixa de Pandora
Operação Caixa de Pandora é uma ação da Polícia Federal do Brasil deflagrada em 27 de novembro de 2009, com o apoio do informante Durval Barbosa e que alcançou grande repercussão no noticiário nacional no final de 2009, devido às graves acusações, documentadas amplamente por vídeos, que lançou sobre um bom número de políticos influentes do Distrito Federal, incluindo o então governador José Roberto Arruda.
A repercussão do caso criou o assim chamado Mensalão do DEM, mesmo os envolvidos não sendo necessariamente membros do partido político brasileiro "Democratas".[carece de fontes?]

## Envolvidos no escândalo
Entre julho e agosto de 2009, Durval Barbosa Rodrigues relatou a Promotores de Justiça do Núcleo de Combate as Organizações Criminosas (NCOC) detalhes do esquema de corrupção existente no Distrito Federal. Os Promotores do NCOC aferiram a validades da informações e, em seguida, relataram o ocorrido a Procuradoria-Geral da República. Em seus depoimentos, Durval Barbosa acusou tanto políticos como donos de empresas. Os citados estão sendo investigados pelo Superior Tribunal de Justiça (STJ), sendo que até o momento ninguém foi indiciado e os elementos ainda não foram considerados conclusivos pela Justiça.
- Durval Barbosa, então Secretário de Relações Institucionais do Governo do Distrito Federal, principal informante da operação, motivado pelo benefício da delação premiada, uma vez que responde a vários processos na Justiça.
- José Roberto Arruda, ex-governador do Distrito Federal.
- Paulo Octávio, ex-vice-governador do Distrito Federal e presidente regional do DEM.[3]
- Adalberto Monteiro, presidente do PRP no Distrito Federal.
- Alcir Collaço, dono do jornal Tribuna do Brasil.
- Benedito Domingos, deputado distrital e presidente regional do PP.
- Divino Omar Nascimento, presidente do PTC no Distrito Federal.
- Domingos Lamóglia, Conselheiro de Tribunal de Contas do Distrito Federal.
- Eurides Brito, deputada distrital do PMDB e líder do governo na Câmera Legislativa.
- Fábio Simão, ex-chefe de gabinete da Governadoria.
- Fernando Antunes, presidente regional do PPS e secretário-adjunto da Secretaria de Saúde.
- Gilberto Lucena, dono da Linknet.
- Joaquim Roriz (PSC), ex-governador do Distrito Federal.
- João Luiz, subsecretário de Recursos Humanos da Secretaria de Saúde do Distrito Federal.
- José Celso Gontijo, dono da construtora JC Gontijo Engenharia.
- José Geraldo Maciel, ex-chefe da Casa Civil.
- José Humberto, secretário de governo e dono da empresa Combral.
- José Luiz Valente, ex-secretário de Educação.
- José Luiz Vieira Naves, secretário de Planejamento na gestão de Maria Abadia e hoje presidente da Companhia Habitacional do Distrito Federal.
- Júnior Brunelli, deputado distrital do PSC e atual corregedor da Câmara Legislativa.
- Leonardo Prudente, deputado distrital pelo DEM, atual presidente da Câmara Legislativa do Distrito Federal.
- Luiz França, subsecretário de Justiça e Cidadania.
- Márcio Machado, atual secretário de Obras e presidente do PSDB no Distrito Federal.
- Marcelo Carvalho, diretor do grupo empresarial Paulo Octávio.
- Nerci Soares Bussamra, diretora comercial da Uni Repro Serviços Tecnológicos.
- Odilon Aires, ex-deputado distrital pelo PMDB e atual presidente do Instituto de Atendimento à Saúde do Servidor do Distrito Federal.
- Omésio Pontes, assessor de comunicação.
- Orlando José Pontes, dono da empresa de comunicação e marketing Notabilis.
- Paulo Pestana, assessor da secretaria de Comunicação Social do Governo do Distrito Federal.
- Paulo Roberto, diretor do DFTrans. (Identificado como Paulo Roberto pelo Sr. Durval Barbosa, trata-se do paranaense Paulo Henrique Barreto Munhoz da Rocha.)
- Paulo Roxo, apontado como outro dos captadores de recursos para Arruda.
- Pedro Marcos Dias, suplente de deputado distrital do PRP.
- René Abujalski, citado como dono da empresa Nova Fase.
- Ricardo Pena, Secretário de Planejamento e citado como dono da empresa Soma.
- Roberto Giffoni, secretário de Ordem Pública.
- Rogério Rosso, deputado federal pelo PSD, ex-governador do Distrito Federal e ex-presidente da Codeplan durante o governo de José Arruda
- Rogério Ulisses, deputado distrital pelo PSB e presidente da Comissão de Constituição e Justiça da Câmara Legislativa.
- Romeu Gonzaga Neiva, desembargador do Tribunal de Justiça do Distrito Federal e dos Territórios (TJDFT).
- Weslian Roriz (PSC), esposa de Joaquim Roriz, fundadora e presidente do Instituto Integra (envolvido no esquema de corrupção) na época.